# 江明洋
江明洋（1981年4月11日—），原名江洋（2014年正式改名），男，湖北武汉人，中国大陆影视男演员。毕业于中央戏剧学院。代表作品有《爱情自有天意》、《票2012》、《国家宝藏之觐天宝匣》、《花千骨》等。

## 生平
2006年，参加东方卫视《莱卡加油！好男儿》并一举获得北京赛区冠军。2007年，签约慈文传媒集团，专攻影视表演，随后出演了历史悬疑剧《国家宝藏之觐天宝匣》正式踏入演艺圈。2012年，凭借主演的公益微电影《票2012》获得第三届北京国际电影节微电影大赛最佳男演员奖。2013年，出演电视剧《爱情自有天意》。2015年，在仙侠偶像剧《花千骨》中饰演朔风，由湖南卫视独播；同年还出演了都市励志剧《麻辣变形计》。

## 作品

### 电视剧
- 2007《国家宝藏之觐天宝匣》 饰 崔振阳
- 2009《战后之战》 飾  彭易泽
- 2011《青盲》飾  小白
- 2011《菩提树下》飾 大龙
- 2012《绝杀》飾 刘宁
- 2012《五号特工组2》飾 狂四郎
- 2012《猫人女王》飾 安然
- 2013《爱情自有天意》飾 凌翔
- 2013《英雄時代·炎黃大帝》飾 神器 李大為
- 2015《花千骨》飾 朔風
- 2015《麻辣变形计》飾 吴飞
- 2018《你和我的傾城時光》飾 高朗
- 2018《鎮魂》（网络剧）飾 楚恕之
- 2020《三叉戟》飾 青年时期江明洋
- 2023《驚天岳雷》飾 金國王子
- 2025《三叉戟2》飾 青年时期江明洋

### 电影
- 2009《大内密探灵灵狗》飾 灵灵马
- 2010《撕票风云》飾 Eagle
- 2011《魂断疯人院》飾 志同
- 2011《中国盒子》飾 JAY
- 2012《夜猫惊宅》飾 张泰勇

### 微电影
- 2011《眩晕之恋》飾 刘幕
- 2012《票2012》飾 江风
- 2012《志明与春娇》飾 志明
- 2012《高富帅的救赎》飾 高富帅

## 音樂作品
| 歌曲名称   | 发行时间      | 备注                   |
| ---------- | ------------- | ---------------------- |
| 《时间轴》 | 2012年1月12日 | 微电影《票2012》主题曲 |

## 寫真作品
| 发行时间 | 作品名稱 | 备注 |
| -------- | -------- | ---- |
| 2010     | 寫真花絮 |      |
| 2012     | 黑白写真 |      |
| 2015     | 个人写真 |      |
| 2015     | 街拍LOOK |      |

## 獎項
| 年份    | 奖项                                                | 作品 | 备注 |
| ------- | --------------------------------------------------- | ---- | ---- |
| 2004 年 | 《 湖南卫视金鹰之星"最佳男主角" 》                  | -    | 獲獎 |
| 2009年  | 东方卫视《莱卡加油！好男儿》北京赛区冠军            | -    | 獲獎 |
| 2013年  | 第三届 北京国际电影节微电影大赛最佳男演员《票2012》 | -    | 獲獎 |

## 外部連結
- 江明洋的新浪微博
- 豆瓣电影上《江明洋》的資料 （简体中文）